# Palais de la Merced
Le Palais de la Merced est un bâtiment historique de Cordoue, en Andalousie, dans le Sud de l'Espagne. Originairement siège du couvent de la Merced Calzada, il abrite maintenant le siège du Gouvernement de la Province de Cordoue (Diputación de Córdoba, en espagnol), et les services municipaux de la province de Cordoue.

## Histoire
Des fouilles sur le site ont révélé la présence de murs en pierre d'époque Romaine. Les trouvailles récentes incluent les vestiges médiévaux d'un baptistère et d'une crypte, peut-être d'origine paléochrétienne ou wisigothique.
La fondation du palais est traditionnellement liée à Pierre Nolasque, dont le roi Ferdinand III de Castille avait fait don de la Basilique de Sainte Eulalie après la conquête de la ville au début du XIIIe siècle. Il reste cependant peu de traces du couvent du XIIIe siècle. L'édifice actuel remonte au XVIIIe siècle, l'église datant de 1716-1745. Le cloître, avec un plan rectangulaire et des arcades ronde, a été terminé en 1752.

Quelques travaux de rénovation ont eu lieu en 1850, quand il est devenu un hôpital, et en 1960, lorsqu'il est devenu le siège du Gouvernement Provincial. En 1978, l'église a subi un incendie qui a détruit le maître-autel et d'autres œuvres.

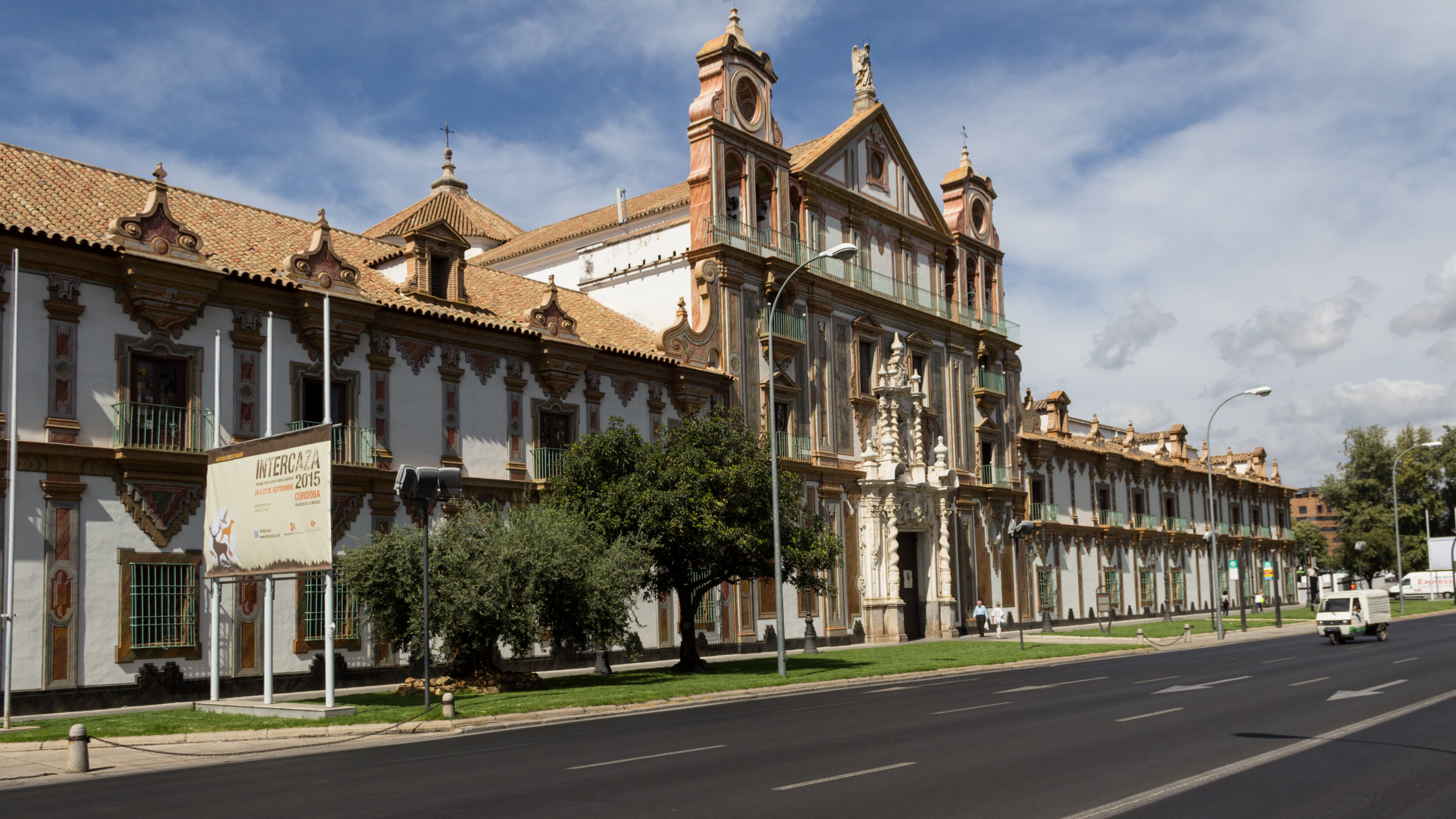
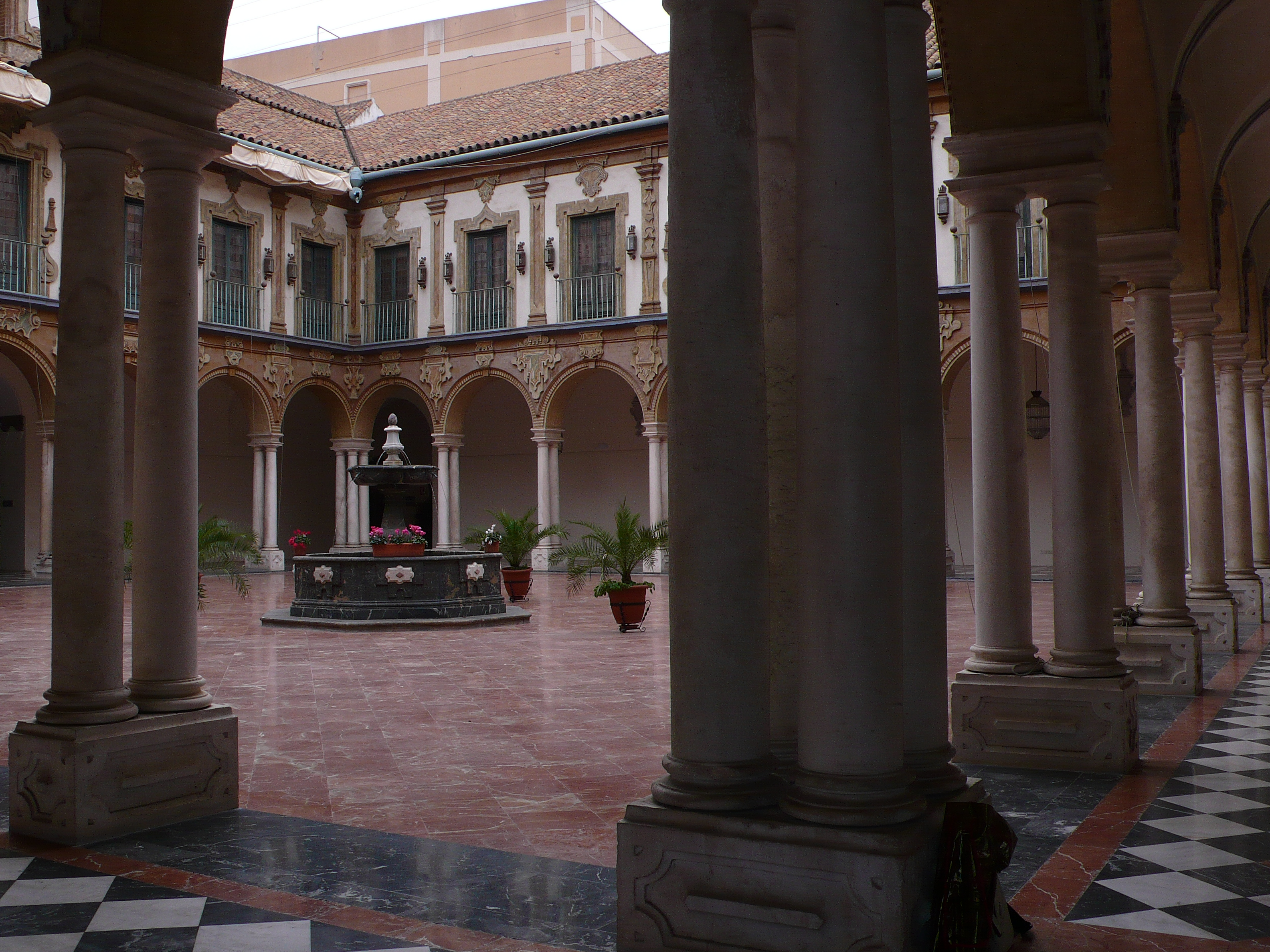
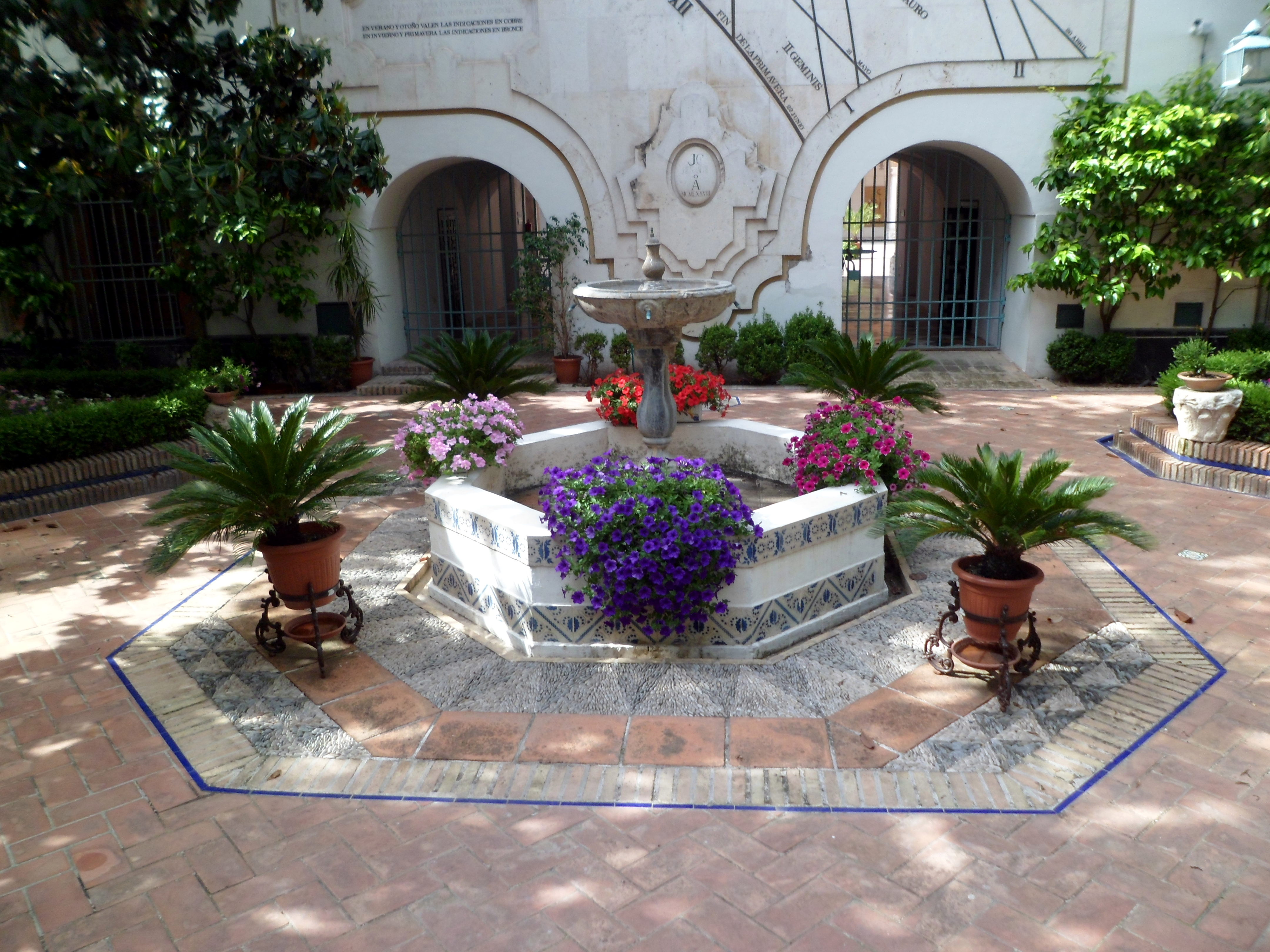
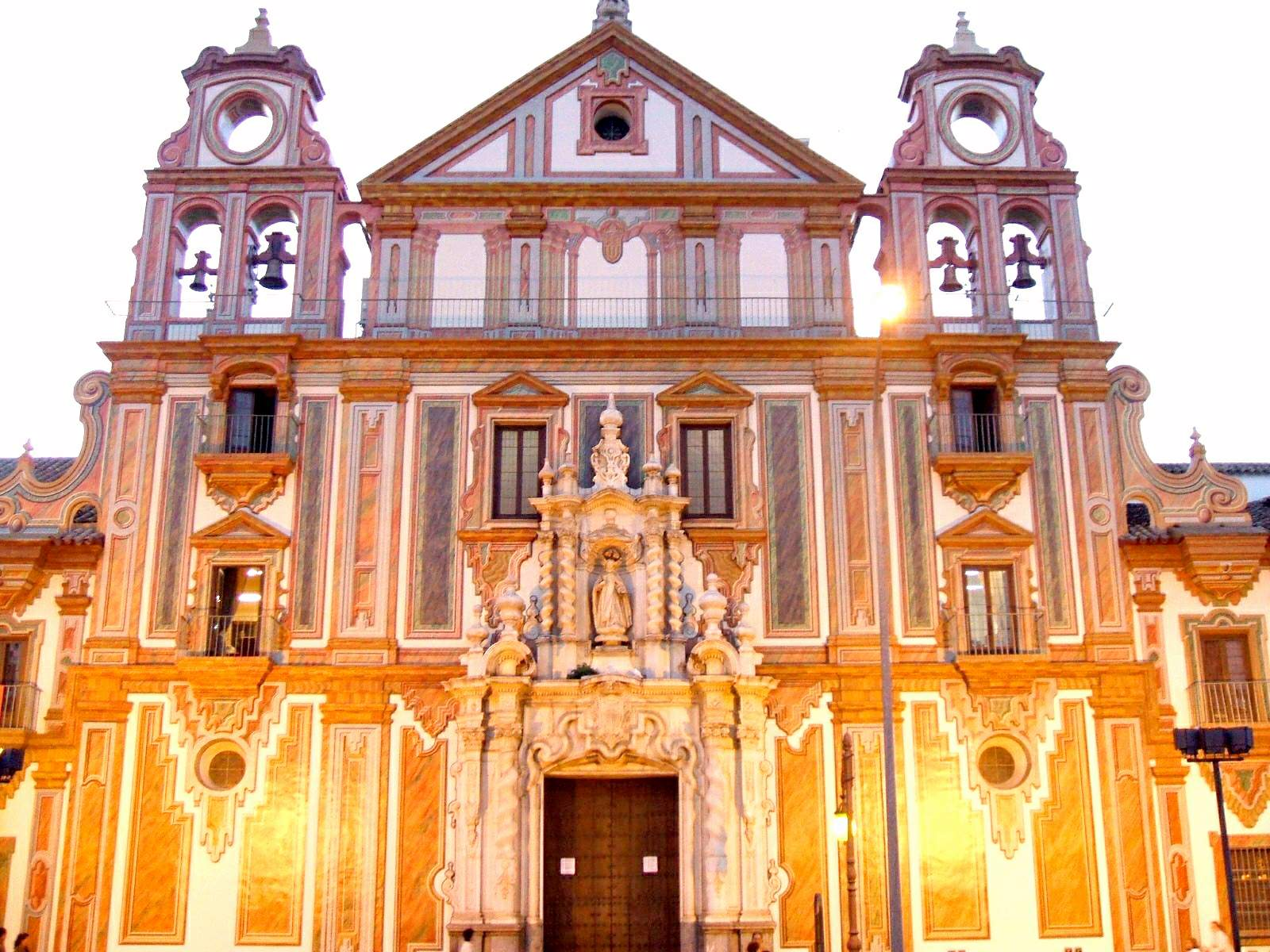